# Constantin Argetoianu
Constantin Argetoianu (n. 3/15 martie 1871, Craiova, România – d. 6 februarie 1955, Sighetu Marmației, Maramureș, România) a fost un om politic român, care a deținut funcția de președinte al Consiliului de Miniștri al României (între 28 septembrie 1939 și 23 noiembrie 1939).  Descendent al unei familii boierești înstărite din Oltenia, Argetoianu a dobândit o licență în drept și un doctorat în medicină la Paris, însă a urmat o carieră în diplomație, unde a activat până în 1913, când a intrat în politică. S-a alăturat inițial Partidului Conservator, însă a trecut de-a lungul carierei sale politice prin multe partide, deținând portofoliul ministerial în diferite guverne. Argetoianu a fost ales cu puține întreruperi în Parlament, deținând președinția Senatului între 1938 și 1939. 
Întemeietor alături de Alexandru Averescu al Ligii Poporului, i-a revenit ca ministru de justiție în Guvernul Averescu sarcina ingrată de a reprezenta România la Tratativele de pace de la Buftea cu Puterile Centrale și de-a semna Tratatul preliminar de pace (1918). În 1920, a fost confruntat din poziția de ministru de interne cu prima grevă generală din istoria României și cu atentatul lui Max Goldstein asupra Senatului. În anul următor Argetoianu a declanșat represaliile împotriva Partidului Socialist Român.
În pofida faptului că a fost lung timp un adversar înverșunat al lui Ionel Brătianu, s-a apropiat de acesta și a devenit ministru în guvernele Știrbey și Brătianu din 1927, intrând după moartea subită a liderului liberal în PNL. Un susținător al principelui Carol, Argetoianu a îmbrățișat „restaurația” din 8 iunie 1930 și a ajuns din nou ministru în 1931, în dificila guvernare Iorga-Argetoianu, confruntată cu efectele Marii crize economice. Eșecul întreprinderii l-a ținut pe boierul de la Breasta în anii 1930 în expectativă, rămânând în relații bune cu regele și militând pentru asumarea de către acesta a unui regim autoritar, dincolo de partide.

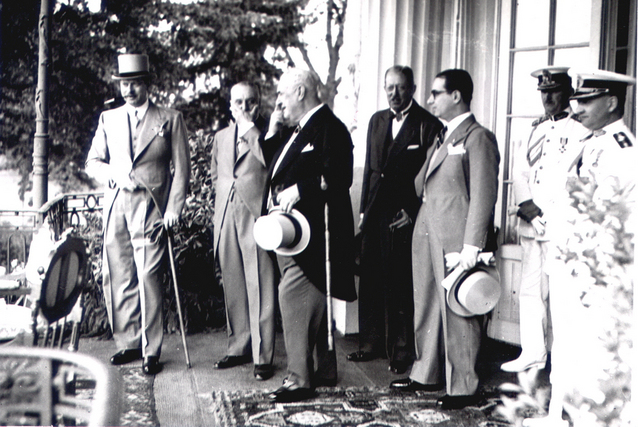
Argetoianu, Regele Carol al II-lea și Ernest Urdăreanu

Acest lucru s-a produs în 1938, iar Argetoianu a fost unul dintre membrii proeminenți ai primului cabinet Miron Cristea și a aderat la partidului regal unic Frontul Renașterii Nationale, fiind consilier regal și președinte al Consiliului Superior Economic. După asasinarea lui Armand Călinescu, a fost el însuși numit pentru scurt timp premier. A participat la Consiliile de Coroană convocate de Carol al II-lea în 1940, pronunțându-se pentru acceptarea cedărilor teritoriale, în speranța unei recuperări ulterioare. Asimilat de legionari dictaturii regale, a scăpat în noiembrie 1940 la limită de asasinare, pentru a părăsi în aprilie 1944 țara. S-a întors în noiembrie 1946 din Elveția, în speranța de a fi numit premier în locul lui Groza. Desproprietărit sub regimul comunist de întreaga sa avere, a fost arestat în „noaptea demnitarilor” (5/6 martie 1950) și a murit la 6 februarie 1955 în închisoarea de la Sighet. Constantin Argetoianu a fost reabilitat de justiție în 1999. Deși prestația sa politică a fost contestată atât de contemporani, cât și de istorici, el este considerat unul dintre cei mai influenți politicieni ai perioadei interbelice. În prezent este cunoscut pentru scrierile sale memorialistice care, purtând marca inteligenței și cinismului autorului, reprezintă prin bogăția de informație și prin calitatea literară un document de primă importanță asupra vieții politice și sociale din timpul său.

## Genealogie
Constantin Argetoianu se trăgea din partea tatălui dintr-o veche familie boierească oltenească, Argetoienii. Numele poate fi urmărit în istorie până în secolul al XVI-lea, când este atestat un Vârjoghe (Virgil) Argetoianu (Hargetoianu, după documentele rămase), fără a fi posibilă stabilirea unei filiații documentate. Cea mai veche persoană despre care familia avea informații mai detaliate este Costache Argetoianu, care a trăit la începutul secolului al XVIII-lea și îl avea socru pe Mihail Cantacuzino, întemeietorul Mănăstirii Sinaia. Despre Costache Argetoianu, cronicarul grec Dapontes scria că era unul dintre boierii cei mai cu vază din Oltenia. Avea mai multe moșii, printre care Argetoaia (de la care se trage numele familiei), Breasta, Ișalnița și Braloștița.
Costache Argetoianu a avut un strănepot numit tot Costache Argetoianu, care s-a căsătorit cu Maria, fiica lui Manole (Manolache) Vodă Rosetti. Împreună cu soția și ginerele, acest Costache s-au refugiat la Viena pe vremea împăratului Iosif al II-lea. S-au întors la Craiova după moartea lui Manole Rosetti. Costache și Maria Argetoianu au avut mai mulți copii, din care cel mai mare, Nicolae, a avut un singur fiu, pe Constantin Argetoianu, bunicul politicianului. Acesta s-a căsătorit la 22 ani cu Ana Rahtivanu. Din cei 16 copii născuți înainte de moartea lui de holeră în 1848, au supraviețuit 5, printre care și viitorul general Ion Argetoianu, tatăl lui Constantin Argetoianu. Octav George Lecca a produs în lucrarea sa „Familiile boierești române” un arbore genealogic diferit de cel descris în memoriile sale de Argetoianu, localizând doi potențiali strămoși în secolul al XVII-lea, în marele stolnic Mihaiu Hargetoianu și Dumitrașco Argetoyanul.

## Cariera diplomatică
După studii universitare la Paris, intră în diplomație. Din 1898 până la declanșarea Primului Război Mondial, Argetoianu a fost atașat, secretar, prim-secretar, consilier la legațiile române din Constantinopol, Roma, Viena, Paris. A fost, de asemenea,  șeful delegației române la preliminariile de pace de la Buftea, din 1918, la sfârșitul primului Război Mondial.

## Cariera politică

### Partidul Conservator
În 1913 la scurt timp după încheierea misiunii diplomatice la Paris, Argetoianu a fost mobilizat pe front în Al Doilea Război Balcanic, servind ca medic militar în timpul epidemiei de holeră și ajungând la rangul de căpitan. După demobilizare, Constantin Argetoianu își începe cariera politică, intrând în Partidul Conservator, al cărui membru de vază era și tatăl său, generalul Ion Argetoianu. În timpul Primului Război Mondial, Partidul Conservator, care fusese după 1880 una dintre principalele două forțe politice din România, se fracționalizează, motive de conflict fiind, printre alele, intrarea României în război de partea Antantei, reforma agricolă și participarea la guvernare. În privința reformei agricole, Argetoianu, un moșier înstărit, se remarcă prin împotrivirea fățișă la planurile Guvernului Brătianu de a înfăptui o reîmpărțire a terenurilor în defavoarea marilor proprietari. 
Ca urmare a trecerii acestui act legislativ și a înfăptuirii Marii Uniri, care lărgește semnificativ baza electorală, Partidul Conservator este marginalizat și Constantin Argetoianu îl părăsește, urmând o serie de colaborări politice cu personalități precum Alexandru Averescu și N. Iorga.

### Guvernele Alexandru Averescu
În 1918, Argetoianu devine pentru prima dată ministru, în guvernul Alexandru Averescu. Deține între 29 ianuarie și 4 martie 1918 portofoliul justiției. În această calitate, pleacă la 11 februarie 1918 la Buftea, unde conduce (prim-delegat și șef) delegația României la tratativele de pace cu Puterile Centrale. După înlocuirea guvernului, Alexandru Averescu fondează Liga Poporului, care în 1920 avea să își schimbe numele în Partidul Poporului. D. Drăghicescu afirmă că în timp ce centrul de atracție al partidului a fost prestigiul militar și personalitatea lui generalul Averescu, “puterea de coeziune a fost impulsivitatea și brutalitatea cinică a d-lui C. Argetoianu”.
În al doilea guvern Alexandru Averescu, Argetoianu îndeplinește funcțiile de ministru de finanțe și interne. La 12 mai 1921, Constantin Argetoianu dă ordinul de arestare a Congresului socialiștilor, care votase afilierea necondiționată la Comintern. Deși a intrat în istorie pentru reformele importante înfăptuite de acest guvern (Reforma agrară, unificarea monetară și  financiară, refacerea industrială), cariera politică a lui Averescu își atinsese apogeul și intră în declin.

### Iorga și Maniu
Constantin Argetoianu intră în conflict deschis cu generalul Averescu în 15 decembrie 1923, când se proclamă șef al Partidului Poporului. Exclus de Averescu din partid, facțiunea sa fuzionează în 1924 cu Partidul Naționalist-Democrat al lui N. Iorga. La 8 martie 1925, în absența lui N. Iorga, noua construcție politică - Partid Naționalist al Poporului, condus de Iorga și Argetoianu) - este dizolvată în Partidul Național al lui Iuliu Maniu. Deși își dăduse inițial consimțământul, Iorga se răzgândește și părăsește în septembrie 1926 Partidul Național.

### Partidul Național Liberal
În aceste condiții, Argetoianu se alătură în 1927 Partidului Național Liberal al fostului său adversar Ion I.C. Brătianu, servind ca ministru în guvernul Știrbey și ca ministru al agriculturii și domeniilor în Guvernul Brătianu. În urma morții lui Ionel Brătianu, șefia PNL îi revine lui Vintilă Brătianu. Anul 1927 aduce și moartea Regelui Ferdinand, care este succedat de nepotul său minor, Mihai. Conducerea statului român revine de facto unei regențe formate din trei persoane, care se dovedește incapabilă să gestioneze apartinic conflictele politice interne. În aceste condiții, o reîntoarcere în țară a principelui Carol - fiul lui Ferdinand, care renunțase în favoarea fiului său la tron - devine o ipoteză plauzibilă și recurentă, deși ilegală în conformitate cu legislația în vigoare la acel moment și testamentul Regelui Ferdinand. Partidul Național Liberal și noul său conducător se conturează ca principali oponenți ai ideii unei reîntoarceri. Prin atitudinea sa față de această problemă, Argetoianu intră în conflict cu Vintilă Brătianu. Alte tensiuni între cei doi bărbați izbucnesc pe fondul intenției lui C. Argetoianu de a se implica în înființarea unei noi bănci cu capital străin, ceea ce ar fi fost de natură să pericliteze situația băncii familiei Brătianu și era în conflict cu doctrina financiară liberală. Pe acest fond, Argetoianu părăsește PNL la sfârșitul lui 1930.

### Restaurația și guvernul Iorga
Începând cu aprilie 1931, Argetoianu devine ministru de finanțe în Guvernul Iorga. Deține de asemenea și portofoliul ad-interim de interne. 

### Partidul Agrar
În iunie 1932 pune bazele Uniunii Agrare, care mai târziu își schimbă numele în Partidul Agrar. 

### Frontul Renașterii Naționale
Un susținător fervent al monarhiei și Regelui Carol al II-lea, către sfârșitul deceniului, după adoptarea noii constituții din 1938, Argetoianu este numit consilier regal. În urma asasinării premierului Armand Călinescu de către legionari, Argetoianu este numit, pentru scurt timp, de Carol al II-lea premier. 
În calitate de consilier regal a participat pe 6 septembrie 1939 la Consiliul Regal. În timp ce decizia unanimă a fost neutralitatea României, Argetoianu a atras atenția asupra pericolului iminent constituit de Uniunea Sovietică.
În 1940 scapă, datorită intervenției rapide a lui Alexandru Rioșanu, subsecretar de stat la Ministerul de interne, de asasinarea de către legionari (cărora le sucombă alte personalități, precum N. Iorga). În timpul războiului părăsește țara, pentru a se întoarce în 1946. Întoarcerea sa, motivată de speranța unei noi implicări în viața politică, a fost întâmpinată atât de organele de presă comuniste, cât și de rămășițele presei libere cu condescendență și sarcasm.

### Sub comunism
În Monitorul Oficial al României, Partea 1, 114, nr. 226, din 30 septembrie 1946 (p. 13B) este anunțată naționalizarea fermei lui C. Argetoianu din com. Breasta, județul Dolj, cu suprafața de 100 ha., fiind trecută în proprietatea și administrarea Ministerului Agriculturii și Domeniilor de la 1 septembrie 1946. 
În 1947 era încă implicat ca vice-președinte în administrarea Jockey-Club-ului.
A fost arestat în 1950 de regimul comunist și încarcerat la Închisoarea Sighet (după ce trecuse  prin Jilava și Galați), alături de alte personalități marcante ale României interbelice. A murit fără a fi judecat, la închisoarea Sighet în anul 1952. (După alte surse , în aprilie 1955).

## Scrieri
În perioada comunistă, scrierile lui Constantin Argetoianu nu au fost accesibile publicului. Au fost reproduse scurte fragmente malițioase referitoare la paternitatea ultimilor copii ai Reginei Maria. Alte fragmente au fost publicate în revista „Magazin Istoric”.
Editurile Albatros, Humanitas și Machiavelli au publicat după 1989 memoriile sale Pentru cei de mâine. Amintiri din vremea celor de ieri. Constând din opt părți, memoriile sunt rescrise de Argetoianu pe baza jurnalului ținut de-a lungul vremii și acoperă un interval vast, începând cu copilăria și sfârșindu-se cu anul 1935.
Perioada dintre 1935 și 1945 este consemnată în jurnalul Însemnări zilnice, care a apărut între 1998 și 2017, în unsprezece volume, la Editura Machiavelli, sub îngrijirea istoricului Stelian Neagoe. Pasaje din Însemnări zilnice au fost serializate, tot sub îngrijirea lui Stelian Neagoe, în cotidianul Jurnalul Național. 
La 30 iunie 1945, Argetoianu nota: „Pe ziua de 30 iunie, și cu sfârșitul acestui caiet, încetez însemnările mele zilnice. În situația în care mă găsesc nu pot afla, nici nota, informații de mâna întâi, sau pătrunde în secretele politice — și socotesc inutil să mai înscriu aici lucruri ce se vor găsi prin ziarele contemporane. Am continuat să scriu, aici la Geneva, în nădejdea că situația mea s-ar putea schimba și aș putea din nou pătrunde în secretele zeilor. [...] Să pierim cu toții, dar să scape scumpa noastră țară!”

### Antume
- 1896 Contribution à l'étude des névrites dans l'intoxication sulfo-carbonée (teza de doctorat, sub numele Const. Jean Argetoyano)
- 1913 Marea noastră proprietate și exproprierea
- 1923 Problema constituțională
- 1924 Îndrumări politice
- 1929 Naționalism și internaționalism
- 1934(?) Realitate și fantezie în urbanistica Bucureștilor
- 1938 Pe urmele trecutului. O călătorie în Egipt

### Postume
Memoriile
- Pentru cei de mâine: amintiri din vremea celor de ieri Volumul I Partea I Până la 1888, Colecția Memorii.Jurnale, Ediție și indice de Stelian Neagoe, Editura Humanitas, București, 1991, ISBN 973-28-0225-1
- Pentru cei de mâine: amintiri din vremea celor de ieri Volumul II Partea a IV-a 1913-1916, Colecția Memorii.Jurnale, Ediție și indice de Stelian Neagoe, Editura Humanitas, București, 1991, ISBN 973-28-0226-x
- Pentru cei de mâine: amintiri din vremea celor de ieri Volumul III Partea a V-a 1916-1917, Colecția Memorii.Jurnale, Ediție și indice de Stelian Neagoe, Editura Humanitas, București, 1992, ISBN 973-28-0224-4
- Pentru cei de mâine: amintiri din vremea celor de ieri Volumul IV 1917-1918, Colecția Memorii.Jurnale, Ediție și indice de Stelian Neagoe, Editura Humanitas, București, 1993, ISBN 973-28-0224-3
- Pentru cei de mâine: amintiri din vremea celor de ieri Volumul I Partea I Până la 1888, Editura Albatros, București, 1991;
- Pentru cei de mâine: amintiri din vremea celor de ieri Volumul 2 Partea I august 1916-iunie 1917, Editura Albatros, București, 1990;
- Memorii. Pentru cei de mâine: amintiri din vremea celor de ieri. Volumele 01-02, Părțile I-IV: 1871 - 1916, Ediție și indice de Stelian Neagoe, Editura Machiavelli, București, 2008;
- Memorii. Pentru cei de mâine: amintiri din vremea celor de ieri. Volumele 03-05, Partea a V-a: 1916 - 1918, Ediție și indice de Stelian Neagoe, Editura Machiavelli, București, 2008;
- Memorii. Pentru cei de mâine: amintiri din vremea celor de ieri. Volumul 05, Partea a V-a: 1918 și Anexe documentare (1916-1918), Ediție și indice de Stelian Neagoe, Editura Machiavelli, București, 1995;
- Memorii. Pentru cei de mâine: amintiri din vremea celor de ieri. Volumul 06, Partea a VI-a: 1919 - 1922, Ediție și indice de Stelian Neagoe, Editura Machiavelli, București, 1996;
- Memorii. Pentru cei de mâine: amintiri din vremea celor de ieri. Volumul 07, Partea a VI-a: 1923 - 1926 (328 p.), Ediție și indice de Stelian Neagoe, Editura Machiavelli, București, 1996;
- Memorii. Pentru cei de mâine: amintiri din vremea celor de ieri. Volumul 08, Partea a VII-a: 1926 - 1930 (304 p.), Ediție și indice de Stelian Neagoe, Editura Machiavelli, București, 1997;
- Memorii. Pentru cei de mâine: amintiri din vremea celor de ieri. Volumul 09, Partea a VIII-a: 1930 - 1931, Ediție și indice de Stelian Neagoe, Editura Machiavelli, București, 1997;
- Memorii. Pentru cei de mâine: amintiri din vremea celor de ieri. Volumul 10, Partea a VIII-a: 1932 - 1934, Ediție și indice de Stelian Neagoe, Editura Machiavelli, București, 1997;
- Memorii. Pentru cei de mâine: amintiri din vremea celor de ieri. Volumul 11, Pe urmele trecutului: O călătorie în Egipt; Anexe la Partea a VIII-a: 1930-1934, Ediție și indice de Stelian Neagoe, Editura Machiavelli, București, 1998.

Jurnal
- Însemnări zilnice Volumul 1: 2 februarie 1935 – 31 decembrie 1936, Editura Machivelli, București, 1998;
- Însemnări zilnice Volumul 2: 1 ianuarie – 30 iunie 1937, Editura Machivelli, București, 1999;
- Însemnări zilnice Volumul 3: 1 iulie – 31 decembrie 1937, Editura Machivelli, București, 2001;
- Însemnări zilnice Volumul 4: 1 ianuarie – 30 iunie 1938, Editura Machivelli, București, 2002;
- Însemnări zilnice Volumul 5: 1 iulie – 31 decembrie 1938, Editura Machivelli, București, 2002;
- Însemnări zilnice Volumul 6: 1 ianuarie – 30 iunie 1939, Editura Machivelli, București, 2002;
- Însemnări zilnice Volumul 7: 1 iulie – 22 noiembrie 1939, Editura Machivelli, București, 2003;
- Însemnări zilnice Volumul 8: 1 ianuarie – 21 iulie; 25 octombrie – 31 decembrie 1940, Editura Machivelli, București, 2007;
- Însemnări zilnice Volumul 9: 21 aprilie – 31 decembrie 1941, Editura Machivelli, București, 2008;
- Însemnări zilnice Volumul 10: 1 ianuarie – 20 noiembrie 1942; 1 ianuarie – 1 februarie, 30 martie – 22 aprilie 1944, Editura Machivelli, București, 2009.
- Însemnări zilnice Volumul 11: 28 aprilie – 30 iunie 1945, Editura Machivelli, București, 2017